# Volpiano
Volpiano ist eine italienische Gemeinde in der Metropolitanstadt Turin (TO), Region Piemont.

## Lage und Einwohner
Volpiano liegt knapp 20 km nordöstlich von Turin am kleinen Fluss Malone. Der Ort liegt auf einer Höhe von 219 m über dem Meeresspiegel. Das Gemeindegebiet umfasst eine Fläche von 32 km² und hat 15.141 Einwohner (Stand 31. Dezember 2023). Die Gemeinde besteht aus den Ortsteilen Cascine Di Malone und Volpiano. 
Die Nachbargemeinden sind San Benigno Canavese, Lombardore, Chivasso, Leini, Brandizzo und Settimo Torinese.

## Geschichte

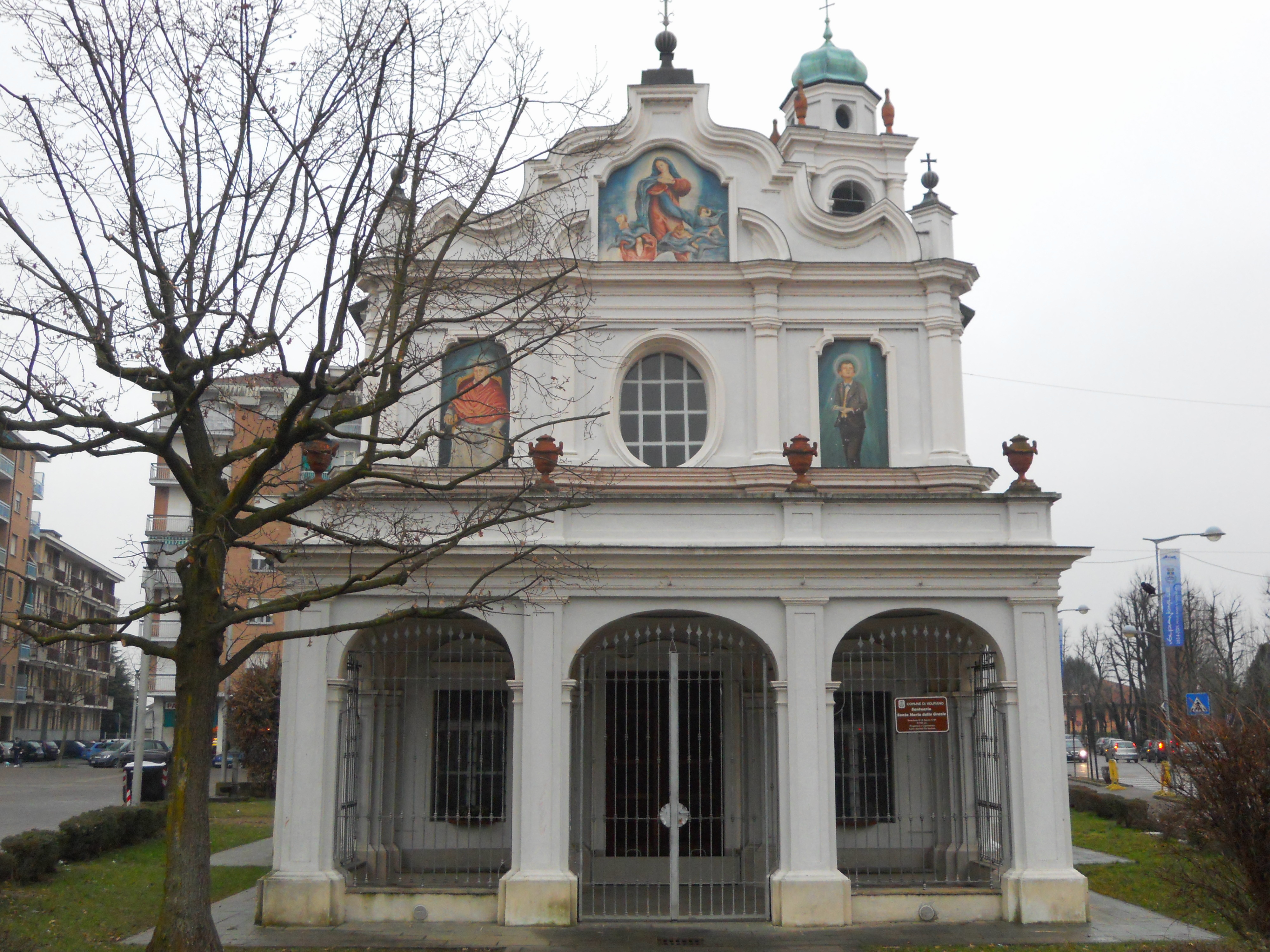
Kirche S. Maria delle Grazie

Seit dem 2. Jahrhundert v. Chr., in der Keltenzeit, wurde das Gebiet von den Salassi bewohnt, einer Bevölkerung germanischen Ursprungs. Um das Jahr 140 v. Chr. besiegen die Römer die Salassi. Während der langen Zeit der römischen Herrschaft entwickelte sich die landwirtschaftliche Tätigkeit und das Gebiet wurde in Jahrhunderte unterteilt, die noch heute im Gefüge des Territoriums zu finden sind, wie jüngste archäologische Entdeckungen belegen. Vom Untergang des Römischen Reiches bis zum Jahr 1000 war das Volpiano-Gebiet Schauplatz wechselnder Ereignisse. Zunächst die Invasionen germanischer Bevölkerungen, darunter der Langobarden, die für den Bau einer Burg im äußersten südöstlichen Ausläufer des Moränenhügels von Vauda verantwortlich waren. Sie war von strategischer Bedeutung, wie man noch heute anschauen kann. Das Panorama von den Mauern der Ruinen reicht tatsächlich von Lombardore über San Benigno und das gesamte Canavese bis zur Serra d’Ivrea, über die Ebenen von Vercelli und Chivasse, über Monferrato und die Turiner Hügel bis hin zur Stadt Turin.
Im 10. Jahrhundert stand Volpiano unter dem Kommando von Graf Roberto, einem Kadetten aus Schwaben, der Perinzia, einen burgundischen Adligen, heiratete und in die militärischen Auseinandersetzungen zwischen Kaiser Otto und Berengar verwickelt war. Genau während eines Feldzugs im Jahr 962 n. Chr. Sein Sohn Guglielmo wurde geboren, unser berühmtester Mitbürger, der unter dem Namen Guglielmo da Volpiano in die Geschichte einging. Um das Jahr 1000 gründete er mit Hilfe seiner Brüder die Abtei von Fruttuaria am linken Ufer des Malone. An diesem Ort endete auch die Menschheitsgeschichte von Arduino, Marquis von Ivrea, dem ersten König von Italien, der sich auf Lebenszeit zurückzog.
Im Jahr 1339 verlor Volpiano seine Unabhängigkeit und wurde zur Herrschaft des Marquis von Monferrato Giovanni II Paleologo. Genau diese Ereignisse, die im „De Bello Canepiciano“ oder dem Canavese-Krieg erzählt werden, sind das Thema der historischen Nachstellung von nationaler Bedeutung findet alle zwei Jahre statt und führte Tausende von Besuchern dazu, die Geschichte von Volpiano neu zu entdecken.
1555 wird die Burg von Volpiano langer Belagerung von den Franzosen zerstört. Die Form der von den Kaisern zum Widerstand gegen die Belagerung errichteten Befestigungsanlagen ist bis heute erhalten geblieben und bestimmt das heutige Erscheinungsbild des historischen Zentrums.
Im Jahr 1631, nach dem Vertrag von Cherasco, der Monferrato zerstückelte, wurde Volpiano endgültig dem Haus Savoyen zugeteilt. Der Bau der Kirche San Rocco geht auf das Jahr 1683 zurück, nachdem die Gemeinde dank eines Votums für das Ende der Pest gestimmt hatte, die ab 1678 in Volpiano mehr als 40 Opfer forderte. Zwischen 1729 und 1737 wurde die als Neue Kirche bekannte Kirche der Bruderschaft nach einem Entwurf des Architekten Lampo umgebaut.
Der Erste Weltkrieg fielen 97 Soldaten aus Volpiano. Während des Zweiten Weltkriegs wurden rund dreißig Soldaten getötet oder vermisst, im Befreiungskrieg gab es jedoch eine nie definierte Zahl von Opfern unter Zivilisten und Partisanen. Am 29. April 1945, mit der Flucht der letzten deutschen Truppen aus der Gegend von Volpiano, endete der Krieg.
Im März 1946 fanden die ersten Kommunalwahlen nach der Befreiung statt. Trogolo Antonio wurde Bürgermeister von Volpiano. 1960 war die Einweihung der Autobahn Turin – Aosta.
In Volpiano war von 1970 bis 1991 der italienische Sport- und Rennwagenhersteller Osella ansässig, der elf Jahre lang unter anderem in der Formel 1 antrat.

## Gemeindepartnerschaft
Castries, sei 2010